# BMW N55
| N55                            | N55                                         |
| ------------------------------ | ------------------------------------------- |
|                                |                                             |
| Виробник:                      | BMW                                         |
| Марка:                         | N55                                         |
| Тип:                           | Шестициліндровий двигун                     |
| Робочий об'єм:                 | - 3,0 л - (2,979 куб.см) см3                |
| Максимальна потужність:        | 225-332 кВт (302–445 к.с.) кВт              |
| Максимальний обертовий момент: | 400-680 Н⋅м Н·м                             |
| Циліндрів:                     | 6                                           |
| Клапанів:                      | 24                                          |
| Хід поршня:                    | - 89,6 мм (3,5 дюйма) мм                    |
| Діаметр циліндра:              | - 84 мм (3,31 дюйма) мм                     |
| Ступінь стиску:                | 10.2:1                                      |
| Система живлення:              | Пряме впорскування, Турбонаддув, Інтеркулер |
| Охолодження:                   | рідинне охолодження                         |
| Газорозподільний механізм:     | DOHC ланцюг                                 |
| Матеріал блоку циліндрів:      | Алюміній                                    |
| Матеріал ГБЦ:                  | Алюміній                                    |
| Тактність (число тактів):      | 4                                           |
| Червона зона:                  | 7000 об/хв                                  |
| Рекомендоване паливо:          | Бензин                                      |

BMW N55 – це рядний шестициліндровий бензиновий двигун з турбонаддувом, який почали випускати в 2009 році. N55 замінив двигун BMW N54 і був представлений у F07 5 Серії Gran Turismo.
N55 був першим рядним шестициліндровим двигуном BMW, який використовував подвійний спіральний турбокомпресор. У 2011–2013 роках він також отримав три поспіль нагороди 10 найкращих двигунів Ward.
Після представлення двигуна BMW B58 у 2015 році, N55 почали поступово виводити з виробництва.
Двигун BMW S55 — це високопродуктивна версія N55, виготовлена BMW M GmbH, яка використовується в F80 M3, F82 M4 і F87 M2 Competition/CS.

## Дизайн
Основними відмінностями між N55 і його попередником N54 є використання одного турбокомпресора, додавання Valvetronic і тип паливних форсунок. У той час як N54 використовував твін-турбо, новий N55 використовує лише один подвійний спіральний турбокомпресор. Стверджується, що Valvetronic (змінний, підйомний, клапаний механізм)  покращує реакцію дросельної заслінки, крутний момент на низьких обертах, викиди вихлопних газів і знижує споживання палива на 15%. У системі прямого впорскування використовуються електромагнітні інжектори замість паливних інжекторів п’єзо типу, які використовуються в попереднику N54. П’єзоінжектори були дорожчими, і компанія BMW вирішила, що вони не варті уваги за межами Європи, оскільки потенційні переваги роботи з бідним спалюванням не можуть бути повністю реалізовані.
Конструкція випускного колектора, названа BMW Comprehensive Manifold (CCM), спрямована на зменшення коливань тиску, щоб зменшити затримку дросельної заслінки та протитиск вихлопу. Подвійний спіральний турбокомпресор використовує 2 групи вихлопних каналів для обертання 1 колеса турбіни з циліндрами 1–3 і 4–6.  Система керування двигуном — Bosch MEVD 17.2, а сумісне паливо — ROZ (RON) з октановим числом 91–98 (рекомендовано мінімум 95).
Відповідно до N54 ступінь стиснення 10,2:1, діаметр поршня 84,0 мм (3,31 дюйм), хід 89,6 мм (3,53 дюйм), а об'єм становить 2 979 см3 (181,8 дюйм3) .

## Версії
| Версія   | Потужність                                     | Крутний момент                             | Червона зона | Роки                   |
| -------- | ---------------------------------------------- | ------------------------------------------ | ------------ | ---------------------- |
| N55B30M0 | 225 кВт (302 гальм. к. с.) при 5700–5800 об/хв | 400 Н⋅м (295 фунт⋅фут) при 1200–5000 об/хв | 7000 об/хв   | 2009–тепер             |
| N55B30   | 235 кВт (315 гальм. к. с.) при 4505–6000 об/хв | 450 Н⋅м (332 фунт⋅фут) при 1300–4500 об/хв | 7000 об/хв   | 2011–дотепер           |
| N55B30O0 | 240 кВт (322 гальм. к. с.) при 4505–6000 об/хв | 450 Н⋅м (332 фунт⋅фут) при 1300–4500 об/хв | 7000 об/хв   | 2014–2016 роки         |
| N55HP    | 250 кВт (335 гальм. к. с.) при 4505–6000 об/хв | 450 Н⋅м (332 фунт⋅фут) при 1300–4500 об/хв | 7000 об/хв   | 2013–2015 роки         |
| N55B30T0 | 265 кВт (355 гальм. к. с.) при 5255–6000 об/хв | 465 Н⋅м (343 фунт⋅фут) при 1350–5250 об/хв | 7000 об/хв   | 2015–по теперішній час |
| N55B30T0 | 272 кВт (365 гальм. к. с.) при 6500 об/хв      | 500 Н⋅м (369 фунт⋅фут) при 1450–4750 об/хв | 7000 об/хв   | 2015–по теперішній час |
| Альпіна  | 301 кВт (404 гальм. к. с.) при 5500–6250 об/хв | 600 Н⋅м (443 фунт⋅фут) при 3000–4000 об/хв | 7000 об/хв   | 2013–2017 роки         |
| Альпіна  | 324 кВт (434 гальм. к. с.) при 5500–6250 об/хв | 660 Н⋅м (487 фунт⋅фут) при 3000–4000 об/хв | 7000 об/хв   | 2017–по теперішній час |
| Альпіна  | 332 кВт (445 гальм. к. с.) при 5500–6250 об/хв | 680 Н⋅м (502 фунт⋅фут) при 3000–4500 об/хв | 7000 об/хв   | 2018–тепер             |

### N55B30M0
Застосування:
- 2009–2017 F10/F11/F07 535i
- 2010–2013 E90/E91/E92/E93 335i
- 2010–2013 E82/E88 135i
- 2010–2017 F25 X3 xDrive35i
- 2011–2013 E70 X5 xDrive 35i
- 2011–2015 F30/F31 335i
- 2011–2014 E71 X6 xDrive 35i
- 2012–2015 E84 X1 xDrive35i
- 2013–2016 F32/F33/F36 435i
- 2014–2018 F15 X5 xDrive 35i
- 2014–2019 F16 X6 xDrive35i
- 2014–2016 F26 X4 xDrive 35i

### N55B30
Застосування:
- 2011–2018 F06/F12/F13 640i[12]
- 2012–2013 E82/ E88 135is[13]
- 2012–2015 F20/F21 M135i[14][15]
- 2012–2015 F01/F02 740i/Li

### N55B30O0
Застосування:
- 2013–2016 F22/F23 M235i
- 2015–2016 F20/F21 M135i LCI

### N55HP
Застосування:
- 2013–2015 F30 ActiveHybrid 3
- 2011–2016 F10 ActiveHybrid 5

### N55B30T0
Застосування:
- 2016–2018 F87 M2 — 272 кВт (365 гальм. к. с.)
- 2015–2018 F26 X4 M40i — 265 кВт (355 гальм. к. с.)

### Альпіна
Бітурбований двигун Alpina на базі N55B30M0. Картер має інший дизайн і спеціально відлитий BMW для Alpina.

#### Версія 301 кВт
N55R20A є початковою версією Alpina N55, випущеної 301 кВт (404 гальм. к. с.) . Використовується система подвійного турбокомпресора N54B30, що замінює систему наддуву з подвійною спіральною системою, що застосовувалася спочатку.
Застосування:
- 2013–2017 Alpina F30 B3 Bi-Turbo[17]
- 2013–2017 Alpina F33/F34 B4 Bi-Turbo

#### Версія 324 кВт
Застосування:
- 2017–тепер Alpina F30/F31 B3 S Bi-Turbo
- 2017–тепер Alpina F32/F33 B4 S Bi-Turbo

#### Версія 332 кВт
Застосування:
- 2018–тепер Alpina F32/F33 B4 S Bi-Turbo Edition 99

## Двигун S55
| S55                        | S55                                         |
| -------------------------- | ------------------------------------------- |
|                            |                                             |
| Виробник:                  | BMW                                         |
| Марка:                     | S55                                         |
| Тип:                       | Шестициліндровий двигун                     |
| Робочий об'єм:             | - 3,0 л - (2,979 куб.см) см3                |
| Циліндрів:                 | 6                                           |
| Клапанів:                  | 24                                          |
| Хід поршня:                | - 89,6 мм (3,5 дюйма) мм                    |
| Діаметр циліндра:          | - 84 мм (3,31 дюйма) мм                     |
| Система живлення:          | Пряме впорскування, Турбонаддув, Інтеркулер |
| Охолодження:               | рідинне охолодження                         |
| Газорозподільний механізм: | DOHC ланцюг                                 |
| Матеріал блоку циліндрів:  | Алюміній                                    |
| Матеріал ГБЦ:              | Алюміній                                    |
| Тактність (число тактів):  | 4                                           |
| Червона зона:              | 7,600 об/хв                                 |
| Рекомендоване паливо:      | Бензин                                      |

Двигун S55 — це високопродуктивна версія двигуна, розроблена BMW M на основі двигуна N55. Він був представлений у F80 M3, F82 M4 і пізніше в F87 M2 Competition/CS, замінивши атмосферний двигун V8 BMW S65, який використовувався в попередніх моделях. покоління М3.
Відмінності порівняно з N55 включають закритий блок двигуна, легкий колінчастий вал, інші підшипники колінчастого вала, посилені поршні/шатуни, інший матеріал пружин/клапанів, подвійні турбонаддуви, подвійні паливні насоси, активний вихлоп, переглянуту систему охолодження та інтеркулери.

### 205кВт (275гальм.к.с.)–268кВт (359гальм.к.с.)version
Застосування:
- 2020–тепер F87 M2 CS Racing[20]

### 302кВт (405гальм.к.с.)version
Застосування:
- 2019–2021 F87 M2 Competition[21]

### 317кВт (425гальм.к.с.)version
Застосування:
- 2014–2018 F80 M3[22]
- 2014–2020 F82/F83 M4

### 331кВт (444гальм.к.с.)version
Застосування:
- 2016–2018 F80 M3 з пакетом Competition[23]
- 2016–2020 F82/F83 M4 з пакетом Competition [24]
- 2020–2021 F87 M2 CS[25]

### 338кВт (453гальм.к.с.)version
Застосування:
- 2018 F80 M3 CS[22]
- 2017–2020 F82 M4 CS

### 368кВт (493к.с.)version
Ця версія створює 368 кВт (493 к. с.) і 600 Н⋅м (443 фунт⋅фут), через використання системи впорскування води . Три водяні форсунки використовуються для зниження температури повітря у впускному колекторі, дозволяючи збільшити тиск наддуву з 17,2 psi (1,19 бар) до 21,6 psi (1,49 бар).
Застосування:
- 2015–2016 F82 M4 GTS
- 2017 F82 M4 DTM Champion Edition[29].